# 戏谑政党列表
戏谑政党列表是出于戏谑、玩笑或恶作剧目的成立的惡搞政黨列表。

## 澳大利亚
由于选举法的漏洞，澳大利亚首都区第一次立法选举中出现了很多戏谑政党：
- 很嚴肅黨（现已不存）[1]
- 不列颠帝国保守党（英语：Imperial_British_Conservative_Party）
- 自然熟暖番茄党（英语：Sun_Ripened_Warm_Tomato_Party）（现已不存）[2]
- 党！党！党！（英语：Party!_Party!_Party!）（现已不存）[2]
- 惊奇党（现已不存）[2]

## 奥匈帝国
- 在法律允许范围内的温和进步党（德语：Partei_für_gemäßigten_Fortschritt_in_den_Schranken_der_Gesetze）（现已不存）[3]，捷克作家雅洛斯拉夫·哈謝克创立的政党。

## 白俄罗斯
- 爱啤酒党（英语：Beer_Lovers_Party_(Belarus)）（1998年被解散），苏联解体后在前苏联地区注册的多个啤酒党之一。

## 比利时
- 不党（英语：NEE），对什么议案都说不的比利时讽刺政党。

## 加拿大
- 加拿大极限摔角党（英语：Canadian_Extreme_Wrestling_Party）（现已不存）
- 受够了党（英语：Ed_the_Sock#FU_Party）（Fed-Up缩写为FU）
- 檸檬黨（現已不存）
- 犀牛党（英语：Rhinoceros_Party）
- 加拿大犀牛党（1963-1993）（英语：Rhinoceros_Party_of_Canada_(1963–93)）（现已不存）

## 前捷克斯洛伐克
- 啤酒之友党（1990年参选，现已不存）[4]

## 丹麦
- 老老實實不愛工作要素聯盟（现已不存），“为什么要工作？那是德国人的事情。”

## 爱沙尼亚
- 爱沙尼亚独立保皇党（英语：Independent_Royalist_Party_of_Estonia）（现已不存），爱沙尼亚在后苏联时代的一个讽刺政党。

## 法罗群岛
- 搞笑党（英语：Hin_Stuttligi_Flokkurin）

## 德国
- 「黨」（「党」主张劳工权利、法治、动物保护，促进精英和草根民主进程）
- 无政府主义米虫党（英语：Anarchist_Pogo_Party_of_Germany）（APPD，党名中Pogo取自德语Pöbel，社会寄生虫）
- 德国喝啤酒者联盟（现已不存）

## 匈牙利
- 匈牙利二尾狗党，党纲是“允诺任何事情”，曾与另一个搞笑政党“第四道路党”结盟。

## 冰岛
- 最棒党

## 爱尔兰
- 不甩党，该党来自对当地政治家的讽刺招贴画，其内容“我们不向你们保证任何事情，并且我们说到做到”也成为该党党纲，现正参加2014年爱尔兰地区选举。[5]

## 以色列
- Pikanti（实际上是一家借助竞选造势打广告的食品商）

## 意大利
- 爱情党（两位色情明星为竞选而成立的政党，现已不存）

## 日本
- 無支持政黨
- 搖晃黨（吉祥物成立的政黨）

## 科索沃
- 強壯黨（英语：Partia e Fortë）

## 紐西蘭
- 比爾和本黨（現已不存）
- 大英帝國保守黨（現已不存）
- 麥吉利卡迪鄭重的黨（現已不存）
- 文職黨

## 荷蘭
- 未來黨
- 凡人黨（英语：Rapaille Partij）（現已不存）

## 挪威
- 啤酒團結黨
- 政黨（現已不存）

## 波蘭
- 橙色替代
- 幽默黨
- 波蘭啤酒愛好者黨（1991年贏得16個席位後解散）

## 羅馬尼亞
- 自由貿易黨（現已不存）

## 俄羅斯
- 啤酒愛好者黨

## 西班牙
- 協調雷烏斯獨立
- 民主卡馬黨，PKD

## 瑞典
- 唐老鴨黨

## 台灣
- 歡樂無法黨（現已不存）

## 香港
- 全民在野黨（2012年）
- 調理農務蘭花系（2013年）
- 香港中立黨（2016年）
- 香港共產黨（2018年）
- 保障民生建設聯盟（2019年）

2015年政改爭議期間，一度有大量政治團體使用不少口語化名稱，以團體名義在香港立法會參與公聽會，提出對政改方案的意見。
- 少理梁振英青年軍[6]
- 愛港先定愛國先關注組[6]
- 話知你[6]
- 揭發偽普選假過偽鈔大聯盟[6]
- 調整及管理農業服務系政改聯盟[6]
- 我是公義世界需要我我要真普選yoyo大聯盟[6]
- 唯愛真普選之hehe粉絲聯盟[6]
- 乜乜乜大聯盟[6]
- 我媽不是慈母大聯盟[6]
- (笑喊)我要真普選(馬騮樣)[6][b]
- 無懼世事變改爭普選聯盟[6]
- 慈母689軍總會[6]
- 我愛真普選之嘻嘻哈哈哈哈哈哈哈哈哈哈哈哈哈大聯盟[6][7][8]
- 杯也王子禁衛軍要求真普選做軍糧[6]
- 偲嫣BB真女神要真普選護衛隊[6]
- 禍港之星振英大叔返鄉下耕田以野衣夜支援小組[6]
- 學生瞓醒左腳抽筋變左膠症候群關注青年總會暨一招收你皮帶扣工業聯會[7][8]（前稱：學生瞓醒左腳抽筋變左膠症候群關注青年總會[6]）
- 香港鋤奸聯盟

又有其他政治團體嘗試以團體名義在立法會參與會議，但遭立法會秘書處以「名稱不夠莊重」為由拒絕登記。類似情況在2016年反新界東北撥款示威時亦有在公聽會出現，涉及政治團體包括：
- 中華邊關注視協會[10]
- 調理農務蘭花系[10]
- 大話精小爆聯盟[10]
- 香港鋤奸聯盟[10][8]
- CY治港一塌糊塗協會[10]

## 烏克蘭
- 烏克蘭啤酒愛好者黨

## 英國
- 亞當理雅爾的巫術之旅黨（現已不存）
- 齊巴比斯特烏格國黨
- 好戰艾維斯黨教派，又名公交月票艾維斯黨
- 公民的亡靈權利與平等，他們派出4名候選人參與2010年英國大選。
- 死亡，地下城和稅收黨
- 化裝舞會黨
- 我要丟一個牛奶凍給特里·沃岡的Y陣線黨，帕梅拉·斯蒂芬森代表該黨進入國會[11]
- 蒙古烤肉偉大的地方黨：它在1997年大選只得到112票，[12][13]然而其荒謬的名字贏得一定的知名度，並且被視為新一波的政黨。[14]
- 新千年豆黨
- 大不列顛小姐黨，在英國一個政黨成立於2008年，他們的候選人大多數是参选过英國小姐選美比賽的婦女
- 官方妖怪狂欢发疯党
- 瘋狂綠巨人黨（現已不存）
- 搖滾瘋人黨（現已不存）
- 泰迪熊聯盟（現已不存）

其他政黨，如矯正黨或彩虹聯盟，往往被視為輕浮，但在其黨綱裡包含了一些真正的政策目標。

## 美國
- 槍支與毒品黨
- OWL黨（華盛頓州，1976年）
- 直說美國政府黨（STAG）（現已不存）
- 驚奇黨（現已不存）
- 青年國際黨（現已不存）

房租過高黨雖因名稱幽默而聞名，但擁有真正的政策目標，而不是一個完全輕浮的政黨。